# Силин, Александр Семёнович
Александр Семёнович Силин (род. 21 июня 1921 года, дер. Чудская Рудница, Гдовский район, Псковская область, РСФСР, СССР — 15 июля 2010 года, Псков, Россия) — советский и российский художник, народный художник Российской Федерации (2004).

## Биография
Родился 21 июня 1921 года в деревне Чудская Рудница Гдовского района Псковской области в семье рыбака.
Семья позднее переехала в город Дно, где Александр учился в средней школе, а также в изостудии при Дновском доме культуры.
После окончания средней школы был призван в армию, участник Великой Отечественной войны, в 1942 года, окончив артиллерийское училище, воевал на Сталинградском, Ленинградском и Западном фронтах, до самого конца войны и был демобилизован в 1945 году.
В 1951 году — с отличием окончил Вильнюсский государственный художественный институт, и в течение десяти лет работал на кафедре живописи в качестве преподавателя, активно и плодотворно работал как художник.
В 1963 году — вернулся в Псков, где вел организационную деятельность в псковском отделении Союза художников, а также с 1967 по 1981 годы — преподавал в детской художественной школе.
С 1964 года — художник Дома культуры профсоюзов и народного театра юного зрителя.
В 1981 году по его инициативе было создано Псковское региональное отделение Союза художников СССР, где он стал его первым председателем; также был инициаторои открытия творческих мастерских, народной галереи, создания художественно-производственных мастерских художественного фонда РСФСР.
Александр Семёнович Силин умер 15 июля 2010 года.

### Память
23 июля 2014 года на доме № 1 по улице Ленина Пскова, где работал художник, установлена мемориальная доска.

## Творческая деятельность
Автор портретов современников, пейзажей на которых изображены виды Псковщины.
Автор серии работ, посвященной поэтическому миру А. С. Пушкина, которую создавал более двух десятилетий.
С 1951 года — активный участник художественных выставок.

## Награды
- Орден Отечественной войны II степени (1985)[1]
- Народный художник Российской Федерации (2004)
- Заслуженный художник РСФСР (1992)
- Почётный гражданин Пскова (2009)[2]